# SIL1

## وصف
SIL1‏ (SIL1 nucleotide exchange factor) هوَ بروتين يُشَفر بواسطة جين SIL1 في الإنسان.